# Ashton (Idaho)
Ashton és una població dels Estats Units a l'estat d'Idaho. Segons el cens del 2000 tenia 1.129 habitants.

## Demografia
Segons el cens del 2000, Ashton tenia 1.129 habitants, 395 habitatges, i 285 famílies. La densitat de població era de 792,6 habitants per km².
Dels 395 habitatges en un 38% hi vivien nens de menys de 18 anys, en un 60,3% hi vivien parelles casades, en un 7,8% dones solteres, i en un 27,6% no eren unitats familiars. En el 26,3% dels habitatges hi vivien persones soles el 15,9% de les quals corresponia a persones de 65 anys o més que vivien soles. El nombre mitjà de persones vivint en cada habitatge era de 2,79 i el nombre mitjà de persones que vivien en cada família era de 3,43.
Per edats la població es repartia de la següent manera: un 33% tenia menys de 18 anys, un 7,5% entre 18 i 24, un 24,5% entre 25 i 44, un 17,4% de 45 a 60 i un 17,4% 65 anys o més.
L'edat mediana era de 33 anys. Per cada 100 dones de 18 o més anys hi havia 92,9 homes.
La renda mediana per habitatge era de 30.282 $ i la renda mediana per família de 35.515 $. Els homes tenien una renda mediana de 27.273 $ mentre que les dones 22.000 $. La renda per capita de la població era de 13.731 $. Aproximadament el 13,7% de les famílies i el 19,7% de la població estaven per davall del llindar de pobresa.

## Poblacions properes
El següent diagrama mostra les poblacions més properes.